# Вентура, Эктор
Эктор Вентура Родригес (исп. Héctor Ventura Rodríguez, 7 сентября 1944, Оахака, Мексика) — мексиканский хоккеист (хоккей на траве), полевой игрок. Участник летних Олимпийских игр 1968 и 1972 годов, серебряный призёр Панамериканских игр 1971 года.

## Биография
Эктор Вентура родился 7 сентября 1944 года в мексиканском городе Оахака.
В 1968 году вошёл в состав сборной Мексики по хоккею на траве на летних Олимпийских играх в Мехико, занявшей 16-е место. Играл в поле, провёл 4 матча, мячей не забивал.
В 1972 году вошёл в состав сборной Мексики по хоккею на траве на летних Олимпийских играх в Мюнхене, занявшей 16-е место. Играл в поле, провёл 5 матчей, мячей не забивал.
В 1971 году завоевал серебряную медаль хоккейного турнира Панамериканских игр в Кали.

## Семья
Младший брат Эктора Вентуры Орландо Вентура (род. 1948) также играл за сборную Мексики по хоккею на траве, в 1968 году участвовал в летних Олимпийских играх в Мехико, в 1972 году — в летних Олимпийских играх в Мюнхене.